# Control Data Corporation
Control Data Corporation (CDC) a fost o firmă care a produs supercomputere. CDC a fost una din principalele firme din Statele Unite, care în anii 1960 au produs calculatoare, celelalte fiind IBM, Burroughs Corporation, DEC, NCR, General Electric, Honeywell, RCA și UNIVAC. CDC a fost o firmă binecunoscută și apreciată în ramură în perioada respectivă. În anii 1960 Seymour Cray a lucrat la CDC dezvoltând o serie de mașini care au fost de departe cele mai rapide calculatoare din lume, până ce Cray a fondat Cray Research (CRI) în anii 1970. După ce în anii 1980 compania a avut pierderi, în 1988 CDC a renunțat la fabricarea calculatoarelor și a vândut părțile respective, continuarea activității lor având loc din 1992 în cadrul Control Data Systems, Inc. Ce a mai rămas din CDC a funcționat sub brandul Ceridian.